# Estonia en los Juegos Olímpicos de Barcelona 1992
Estonia estuvo representada en los Juegos Olímpicos de Barcelona 1992 por un total de 37 deportistas que compitieron en 13 deportes.  
El portador de la bandera en la ceremonia de apertura fue el atleta Heino Lipp.

## Medallistas
El equipo olímpico estonio obtuvo las siguientes medallas:
| Nombre                      | Deporte           | Competición      |
| --------------------------- | ----------------- | ---------------- |
| Oro                         |                   |                  |
| Erika Salumäe               | Ciclismo en pista | Velocidad ind. F |
| Plata                       |                   |                  |
| —                           |                   |                  |
| Bronce                      |                   |                  |
| Tõnu Tõniste Toomas Tõniste | Vela              | 470 M            |